# Pouilly-lès-Feurs
Pouilly-lès-Feurs este o comună în departamentul Loire din sud-estul Franței. În 2009 avea o populație de 1.150 de locuitori.

## Evoluția populației
| An        | 1975 | 1982 | 1990  | 1999 | 2006  | 2009  |
| --------- | ---- | ---- | ----- | ---- | ----- | ----- |
| Populație | 842  | 953  | 1.021 | 989  | 1.031 | 1.150 |